# Protapanteles iglesiasi
Protapanteles iglesiasi är en stekelart som först beskrevs av Henry Lorenz Viereck 1913.  Protapanteles iglesiasi ingår i släktet Protapanteles och familjen bracksteklar. Inga underarter finns listade i Catalogue of Life.